# プロトン魚雷
プロトン魚雷（プロトンぎょらい、英語: proton torpedo）とはスター・ウォーズシリーズに登場する武器の一種である。

## 概要
主に戦闘機や爆撃機に搭載される武装で、ミサイルをビームエネルギーでコーティングされた状態で発射される。

## 特徴
プロトン魚雷最大の特徴は誘導機能を持つことであり、これにより非常に高い命中率を誇る。誤差は目標からわずか数メートル程度と言われる。外観は一見しただけでは、火の玉のように見える。これはビームエネルギーのコーティングによるものである。